# Уроки кохання (фільм, 1921)
Уроки кохання (англ. Lessons in Love) — американська комедійна мелодрама режисера Честера Вітея 1921 року.

## У ролях
- Констанс Толмадж — Лейла Калтхорп
- Флора Фінч — Агата Калтхорп
- Джеймс Харрісон — Роберт Калтхорп
- Джордж Фоусет — Ганновер Прістлі
- Кеннет Гарлан — Джон Воррен
- Флоренс Шорт — Рут Воррен
- Луїз Лі
- Френк Вебстер — Генрі Вінклі